# Brandlast
De brandlast is de hoeveelheid brandbaar materiaal dat zich in of aan een pand bevindt en dat kan leiden tot een (grote) brand. De hoogte van de brandlast kan voor de brandweer bij een controle de aanleiding zijn om maatregelen te (laten) treffen.
Tot de brandlast behoren niet alleen losse brandbare materialen zoals de inboedel. Ook brandbare afwerkingsmaterialen en plafond-, wand- en vloerbekleding kunnen de brandlast verhogen. Het gevaar van een te hoge brandlast is het versnellen en continueren van de brand. Een te hoge brandlast belemmert de bestrijding van de brand door de brandweer.
De brandlast in een woning kan bestaan uit de volgende materialen:
1. Brandbare bouwmaterialen
- vloeren van hout met houten balken
- getimmerde binnenwanden
- houten daken opgebouwd uit spanten met houten delen of dakplaten van houtvezelmateriaal

2. Brandbare afwerking
- sisal-vloerbedekking
- parket
- zachtboard (verboden om toe te passen)
- hardboard
- schroten, van hout of van kunststof
- tempex en andere isolatieplaten van kunststof schuim
- kunststof plaatmateriaal

3. Brandbare inventaris (over het algemeen aanwezig in woningen)
- houten meubels
- gordijnen